# Stuart atya
A Stuart atya (eredeti cím: Father Stu) 2022-ben bemutatott életrajzi filmdráma, amelyet Rosalind Ross írt és rendezett. A főszerepben Mark Wahlberg, Mel Gibson és Jacki Weaver látható.
2022. április 13-án, Nagyhéten jelent meg az Egyesült Államokban. Általánosságban vegyes véleményeket kapott a kritikusoktól, viszont a közönség elismerően fogadta. Több mint 21 millió dolláros bevételt hozott.

## Cselekmény
Stuart Long atya, a bokszolóból lett pap számtalan embert inspirált az önpusztítástól a megváltásig vezető útja során.

## Szereplők
| Szerep                                      | Színész          | Magyar hang         |
| ------------------------------------------- | ---------------- | ------------------- |
| Stuart "Stu" Long atya                      | Mark Wahlberg    | Miller Zoltán       |
| William "Bill" Long, Stu elidegenedett apja | Mel Gibson       | Sörös Sándor        |
| Kathleen Long, Stu anyja                    | Jacki Weaver     | Menszátor Magdolna  |
| Carmen                                      | Teresa Ruiz      | Sipos Eszter Anna   |
| Ham                                         | Aaron Moten      | Papp Dániel         |
| Jacob                                       | Cody Fern        |                     |
| Garcia atya                                 | Carlos Leal      |                     |
| Kelly főpap                                 | Malcolm McDowell | Harsányi Gábor      |
| Curtis                                      | Jack Kehler      |                     |
| Barfly                                      | Niko Nicotera    | Barabás Kiss Zoltán |

## Bemutató
Wahlberg részt vett a film előzetesének vetítésén a helenai Carroll College-ban, ahol Stu atya végzett, és ahol később egyetemi lelkészként dolgozott. A film világpremierje 2022. április 5-én volt a montanai Helena Cinemark Theaterben.
A film 2022. április 13-án, szerdán jelent meg a mozikban. Eredetileg 2022. április 15-én, pénteken jelent volna meg.
Magyarországon 2023. május 4-én mutatta be a Vertigo Média.